# Басалай, Василий Николаевич
Василий Николаевич Басалай (бел. Васіль Мікалаевіч Басалай; 25 октября 1950 — 14 октября 2000) — белорусский инженер, экономист и политик, член Совета Республики Национального собрания Республики Беларусь I созыва (1997—2000).

## Биография
Родился 25 октября 1950 года в деревне Великая Гать (Святовольский сельсовет, Ивацевичский район, Брестская область). Окончил в 1976 году Ленинградский инженерно-экономический институт (инженер-экономист). В 1976—1979 годах — главный инженер, начальник цеха и руководитель работ в Березовской механизированной транспортной колонне. В 1979—1990 годах — директор Березовского комбината стройматериалов. С 1990-х годов до 2000 года был генеральным директором государственного промышленно-строительного предприятия «Берёзастройматериалы».
С 13 января 1997 года член Совета Республики Национального собрания Республики Беларусь. Член Постоянного комитета по экономике, бюджету и финансам. Кавалер ордена «Знак Почёта». Был женат, воспитал двоих детей. Трагически погиб 14 октября 2000 года.